# Борика (област Смолян)
Вижте пояснителната страница за други значения на Борика.
Борика е село в Южна България. То се намира в община Мадан, област Смолян.

## География
Село Борика се намира в планински район.